# Heliogomphus spirillus
Heliogomphus spirillus är en trollsländeart som först beskrevs av Fraser 1922.  Heliogomphus spirillus ingår i släktet Heliogomphus och familjen flodtrollsländor. IUCN kategoriserar arten globalt som otillräckligt studerad. Inga underarter finns listade i Catalogue of Life.